# Dê ngất xỉu

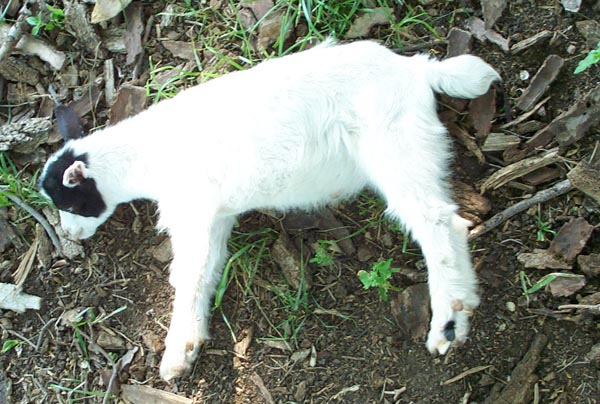
Một con dê non đang trong trạng thái bất tỉnh

Dê ngất xỉu hay dê trương lực cơ (myotonic goat) là trạng thái của một con dê nhà bị ngất xỉu tức thời khi chúng cảm thấy hoảng loạn. Nếu giật mình bởi những chuyển động đột ngột hoặc tiếng động lớn, chúng sẽ xuất hiện phản ứng giật mình, cơ bắp của chúng đột nhiên bị căng cứng. Trong trường hợp nghiêm trọng hơn, phản ứng này dẫn đến các cơn co thắt, uốn ván dữ dội của cơ chủ vận và cơ đối kháng gây ra tình trạng cứng khớp không kiểm soát được có thể khiến con dê bất động ở vị trí trước khi bị tác động hoặc khiến nó té xuống xuống đất ở phía của nó, sự căng cứng cơ ở những con dê này không hề gây bất kỳ đau đớn nào cho chúng, ngược lại còn khiến cơ bắp của những con dê này phát triển hơn.

## Đặc điểm
Chúng nhỏ hơn một chút so với các giống dê tiêu chuẩn, những con dê hay bị ngất thường chỉ cao từ 43 đến 64 cm (17 đến 25in) và có thể nặng từ 27 đến 79 kg (60 đến 174 lb). Con đực thường được nhắc đến, có thể nặng tới 90 kg (200 lb). Chúng có đôi mắt to, nổi bật trong hốc cao. Bộ lông của chúng có thể ngắn hoặc dài, với một số cá thể sản xuất rất nhiều len cashmere trong những tháng lạnh hơn. Dường như không có chủng dê Angora của con dê bị ngất xỉu. Màu lông phổ biến là đen và trắng. Tuy nhiên, hầu hết các màu lông có thể được tìm thấy trong giống dê này. Chúng nhỏ hơn và có phần dễ chăm sóc và duy trì hơn so với các giống dê thịt lớn hơn, điều này làm cho dê ngất xỉu mong muốn cho các trang trại nhỏ hơn. Chúng cũng được nuôi làm thú cưng hoặc động vật cảnh vì chúng có thể thân thiện, thông minh, dễ nuôi và thích thú.
Được phân loại là một con dê thịt trái ngược với một con dê hướng sữa, nó có thể được nuôi để lấy thịt dê. Giống dê này được liệt kê là bị đe dọa bởi Tổ chức bảo tồn chăn nuôi (The Livestock Conservancy), vì vậy, dê ngất xỉu không được sử dụng thường xuyên cho việc hướng thịt như các giống dê lấy thịt khác, sự hiếm có của nó làm cho con dê sống có giá trị hơn. Những lý do chính được biết đến để tiếp tục nhân giống những con dê này là do quan sát hành vi này cũng như khả năng của chúng được giữ trong các trang trại có rào chắn tối thiểu do không muốn nhảy qua bất cứ thứ gì trên 0,5m. Kích thước của chúng giúp chúng dễ chăm sóc hơn trong các công việc như cắt tỉa chân và dùng thuốc. Mẫu vật nhỏ hơn của dê ngất thường được giữ làm vật nuôi.

## Cơ chế
Trong thực tế, dê không hẳn bị ngất mà là do cơ chế tác động của hệ thống thần kinh trung ương sau khi bị kích thích (nỗi sợ hoặc sự hưng phấn) lên trương lực cơ làm nó bị giảm đột ngột và khiến dê bị tê liệt tạm thời cũng như bất động. Tuy nhiên, dê không thực sự ngất xỉu mà vẫn có ý thức, do vậy chúng vẫn có thể tỉnh lại bất cứ lúc nào sau đó. Chỉ cần chúng bị tác nhân nào đó làm giật mình, chúng sẽ ngất lên ngất xuống ngay sau đó. Tư thế ngã gục là hai chân chỏng lên trên trời. Trong một cuộc co giật, có thể kéo dài từ 5-20 giây. Trong trường hợp dê ít bị ảnh hưởng nghiêm trọng với tình trạng này, tuy nhiên, chúng vẫn có khả năng chạy trốn vì chỉ ít giây sau đó chúng bật dậy và đi lại bình thường, vì khi bị giật mình khoảng thời gian mà chúng căng cứng cơ tại chỗ diễn ra trong khoảng thời gian 10 giây, không chỉ một lần, nó có thể tái diễn liên tục. 

## Nguyên nhân
Nguyên nhân gây ra sự căng cứng cơ do hoảng hốt này được cho là rối loạn gen di truyền. Dê trương lực cơ (myotonic), tương tự như người bị bệnh nhược cơ bẩm sinh, chúng không thực sự mất đi ý thức. Chúng trở nên cứng đơ người do sợ hãi. Hành vi này được gây ra bởi một rối loạn di truyền được gọi là myotonia congenita. Đây là một tình trạng di truyền phổ biến hay còn gọi là myotonia congenital (chứng bệnh thần kinh bẩm sinh có ảnh hưởng đến cơ xương, khớp). Cơ thể của chúng sẽ bị cứng như đá trong một khoảng thời gian khi chúng giật mình, do đó khi hai chân giơ cao lên trời, chúng đang đơ người, không kiểm soát được. Một khi độ cứng của cơ đi qua, thì đôi chân của chúng trở về trạng thái co giãn bình thường. Sự làm cứng khá đặc trưng của cơ ở loài dê đã khiến cho loài này có thêm nhiều biệt danh mới lạ như dê thần kinh (nervous goats), dê chân cứng (stiff-legged goats), dê chân gỗ hay "ngất như dê". 